# 르비우 다닐로 로마노비치 국제공항

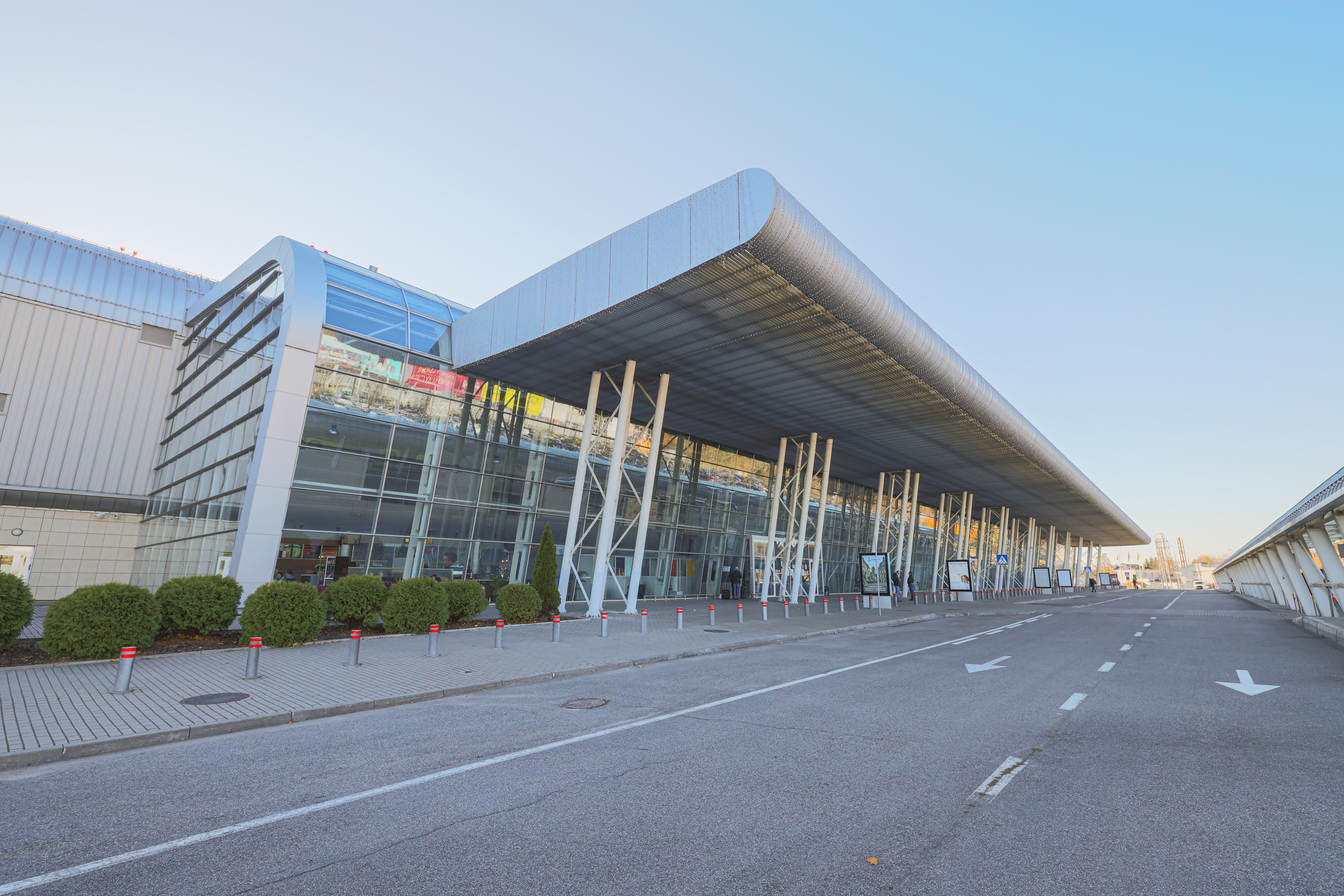

르비우 다닐로 로마노비치 국제공항(Lviv Danylo Halytskyi International Airport, IATA: LWO, ICAO: UKLL)은 우크라이나 르비우의 국제공항이다. 이 공항은 우크라이나에서 2번째로 크고 분주한 공항으로, 리비우 중심부에서 6킬로미터 지점에 위치해 있다. 이 공항의 이름은 1256년 이 도시를 세운 다닐로 로마노비치왕의 이름을 딴 것이다.
2022년 2월 24일, 우크라이나는 2022년 러시아의 우크라이나 침공으로 인해 민간항공을 폐쇄했다.